# Operazione Lam Son 719
L'operazione Lam Son 719 (in lingua vietnamita: Chiến dịch Lam Sơn 719 o Chiến dịch đường 9 – Nam Lào), così denominata in ricordo di una famosa vittoria vietnamita contro i cinesi nel 1427, fu un'offensiva sferrata nel febbraio 1971, durante la guerra del Vietnam, direttamente dall'Esercito del Vietnam del Sud, con il supporto aereo e logistico delle forze statunitensi (ma senza una partecipazione diretta delle forze da combattimento terrestri degli Stati Uniti, a causa di vincoli di legge che impedivano il loro ingresso in Laos) per cercare di interrompere il famoso Sentiero di Ho Chi Minh con un'audace penetrazione nel Laos neutrale fino all'importante centro di Tchepone.
L'offensiva era stata studiata congiuntamente dai comandi statunitensi e sudvietnamiti anche come dimostrazione sul campo delle rinnovate capacità dell'Esercito governativo, della riuscita politica di Vietnamizzazione e della possibilità di una resistenza efficace del Vietnam del Sud anche senza il sostegno diretto delle forze armate americane.
Gli errori furono giganteschi. I sudvietnamiti non erano mai stati messi alla prova in operazioni di grande portata, soprattutto senza l'aiuto di consiglieri americani. Gli strateghi americani avevano calcolato che quell'attacco verso il Laos richiedeva quattro esperte divisioni americane - circa sessantamila uomini -; per quell'operazione, invece, il governo di Saigon impiegò una forza militare priva di esperienza, pari alla metà di tanto. L'obiettivo, la città laotiana di Tchepone, situata oltre venti miglia oltre il confine, era una trappola, facilmente raggiungibile da nordvietnamiti e vietcong. Thieu, un modello di pusillanimità, ordinò ai suoi ufficiali di bloccare i soldati, quando avessero subito un totale di tremila vittime; l'esercito sudvietnamita si fermò quindi a metà strada prima di raggiungere l'obiettivo. 
Concretamente, l'operazione si concluse invece alla fine di marzo con un clamoroso fallimento e una netta sconfitta per l'esercito sudvietnamita: errori di pianificazione, conflitti di competenza, inettitudine e corruzione tra i comandanti, condussero al disastro. Dopo un'avanzata iniziale, le forze sudvietnamite, numericamente insufficienti per un compito così difficile, vennero contrattaccate violentemente da un poderoso concentramento di divisioni nordvietnamite presenti nel Laos, molto più efficienti e combattive.
Nonostante il supporto degli aerei e degli elicotteri americani, le forze sudvietnamite furono costrette a ripiegare e la ritirata si tramutò in rotta con fenomeni di panico e di confusione. In breve le truppe sudvietnamite furono costrette  a rientrare in Vietnam del Sud, dopo aver subito perdite elevatissime di uomini e mezzi; anche le forze americane subirono perdite nel tentativo di limitare la catastrofe.
Il risultato disastroso dell'operazione Lam Son 719 fece svanire rapidamente gli ottimistici piani di vietnamizzazione magnificati dal presidente Nixon e dal generale Abrams (comandante del MACV), e confermò la precarietà del regime  sudvietnamita e l'indispensabilità del supporto militare americano per evitare una rapida sconfitta contro le molto più combattive e preparate forze nordvietnamite e vietcong.